# Tour de Normandía
El Tour de Normandía (oficialmente: Tour de Normandíe) es una carrera ciclista por etapas francesa que se disputa en Normandía, a finales del mes de marzo.
Se comenzó a disputar en 1939 aunque muchas de esas primeras ediciones fueron amateur no regularizándose como carrera profesional desde 1996. Desde la creación de los Circuitos Continentales UCI en 2005 pertenece al UCI Europe Tour, dentro de la categoría 2.2 (última categoría del profesionalismo).

## Palmarés
| Año                                                 | Ganador             | Segundo                    | Tercero              |
| --------------------------------------------------- | ------------------- | -------------------------- | -------------------- |
| 1939                                                | Guillaume Godère    | Georges Gourhand           | Ernest Jouen         |
| 1940-1955 ediciones no realizadas                   |                     |                            |                      |
| 1956                                                | Amand Audaire       | Eugène Letendre            | Laurent Cariou       |
| 1957                                                | Pierre Gouget       | Jean Bourlès               | Pierre Barbotin      |
| 1958                                                | Joseph Wasko        | Elie Lefranc               | Fernand Lamy         |
| 1959                                                | Laurent Leboulanger | Henri Duez                 | Elie Lefranc         |
| 1960-1980 ediciones no realizadas ediciones amateur |                     |                            |                      |
| 1981                                                | Michel Riou         | Peter Loosli               | Michel Riou          |
| 1982                                                | Daniel Leveau       | Vincent Barteau            | Ole Byriel           |
| 1983                                                | Yvan Frebert        | Frits Schür                | Henk van Weers       |
| 1984                                                | Mario Kummer        | Bernd Drogan               | Ole Erichsen         |
| 1985                                                | Paul Curran         | Peter Hofland              | Hervé Henriet        |
| 1986                                                | Nentcho Staykov     | Vladimir Vavra             | Keith Reynolds       |
| 1987                                                | Yvan Frebert        | Thierry Barrault           | Jean-Luc Aulnette    |
| 1988                                                | Viacheslav Yekímov  | Dimitri Zhdanov            | Anthony Theus        |
| 1989                                                | Sébastien Flicher   | Gérard Picard              | Viacheslav Yekímov   |
| 1990                                                | Dimitri Zhdanov     | Patrick Botherel           | Richard Vivien       |
| 1991                                                | Stéphane Heulot     | Eddy Seigneur              | Mijaíl Orlov         |
| 1992                                                | Thierry Dupuy       | Didier Faivre-Pierret      | Matt Illingworth     |
| 1993                                                | Emmanuel Mallet     | Mike Weissmann             | Stefan Sels          |
| 1994                                                | Saulius Šarkauskas  | Jonas Romanovas            | Remigijus Lupeikis   |
| 1995                                                | Ole Sigurd Simensen | Jens Voigt                 | Gorazd Stangelj      |
| ediciones profesionales                             |                     |                            |                      |
| 1996                                                | Frédéric Pontier    | Jacky Durand               | Stéphane Barthe      |
| 1997                                                | Glenn Magnusson     | Jacek Mickiewicz           | Cezary Zamana        |
| 1998                                                | Torsten Schmidt     | Andreas Klöden             | Thierry Gouvenou     |
| 1999                                                | Steffen Kjærgaard   | Saulius Ruškys             | Thierry Gouvenou     |
| 2000                                                | Ludovic Auger       | Anthony Morin              | Guillaume Auger      |
| 2001                                                | Thor Hushovd        | Cédric Loué                | Marcus Ljungqvist    |
| 2002                                                | Jérôme Pineau       | Jørgen Bo Petersen         | Arkadiusz Wojtas     |
| 2003                                                | Samuel Dumoulin     | Dmitriy Muravyev           | Krassimir Wassilew   |
| 2004                                                | Thomas Dekker       | Joost Posthuma             | Arkadiusz Wojtas     |
| 2005                                                | Kai Reus            | Stéphane Pétilleau         | Martín Garrido       |
| 2006                                                | Kai Reus            | Alexandr Jatuntsev         | Jos van Emden        |
| 2007                                                | Martijn Maaskant    | Kristoffer Gudmund Nielsen | Tom Leezer           |
| 2008                                                | Antoine Dalibard    | Thomas Berkhout            | Christofer Stevenson |
| 2009                                                | Bram Schmitz        | Thomas Berkhout            | Benoît Sinner        |
| 2010                                                | Ronan van Zandbeek  | Freddy Bichot              | José Herrada         |
| 2011                                                | Alexandre Blain     | Mathieu Simon              | Wesley Kreder        |
| 2012                                                | Jérôme Cousin       | Guillaume Malle            | Alexandr Pliuschin   |
| 2013                                                | Silvan Dillier      | Alexandre Blain            | Dylan van Baarle     |
| 2014                                                | Stefan Küng         | Benoît Jarrier             | Reidar Borgersen     |
| 2015                                                | Dimitri Claeys      | Alex Peters                | Thomas Scully        |
| 2016                                                | Baptiste Planckaert | Olivier Pardini            | Benoît Sinner        |
| 2017                                                | Anthony Delaplace   | Justin Mottier             | Justin Jules         |
| 2018                                                | Thomas Stewart      | Alexander Krieger          | Bjørn Tore Hoem      |
| 2019                                                | Ole Forfang         | Arvid de Kleijn            | Trond Trondsen       |
| 2022                                                | Mathis Le Berre     | Thomas Bonnet              | Paul Penhoët         |

## Palmarés por países
| País         | Victorias |
| ------------ | --------- |
| Francia      | 22        |
| Países Bajos | 6         |
| Noruega      | 4         |
| Rusia        | 2         |
| Alemania     | 2         |
| Suiza        | 2         |
| Bélgica      | 2         |
| Reino Unido  | 2         |
| Lituania     | 1         |
| Suecia       | 1         |
| Bulgaria     | 1         |